# Идентичность русских
У этнических русских государственная идентичность устойчиво преобладает над национальной в любом понимании последней. Такое соотношение идентичностей показывают этносоциологические исследования 1980-х, 1990-х и 2000-х годов, проведённые коллективами этносоциологов под руководством Ю. В. Арутюняна и Л. М. Дробижевой.
Несмотря на широкое пространственное расселение, русские представляют собой одну из самых гомогенных этнических общностей Евразии, имея ярко выраженное общерусское самосознание. Среди русских выделяется ряд региональных и этноконфессиональных групп. Однако представители этих групп не имеют субэтнического (севернорусского, южнорусского) самосознания, стремления выделиться в отдельную группу. Помимо региональных групп существуют этноконфессиональные группы, прежде всего различные группы старообрядцев. Кроме них культурные особенности, развитое самосознание и традиции эндогамии имеют «духовные христиане»: молокане и духоборы, а также субботники. К этносоциальным группам принадлежат прежде всего казаки.

## История
Культурное и политико-идеологическое наследие Киевской Руси, русских земель и княжеств XII—XIII веков и историческая память об этом периоде стали значимыми или даже интегральными составляющими для самоидентификации представителей элит и в значительной мере простых жителей таких государств, как Владимирское великое княжество, Московское великое княжество, Новгородская республика, Русское государство, и других политических образований Восточно-Европейской равнины в XIV—XVII веках. Идентичности русских, украинцев и белорусов во многом строились на представлениях о преемственности с народом русь.
Весомый вклад в формирование общерусского национально-государственного самосознания внесла Русская церковь. Первые христианские князья киевские Владимир и его сын Ярослав Мудрый видимо хорошо осознавали государственно- и культурно-интегрирующую роль, которую играет единая митрополия и церковнославянский язык. Эта роль росла вместе с развитием политического партикуляризма со второй половины XI века, и особенно со второй трети XII века, когда различные политически независимые русские княжества связывали между собой, кроме церкви, только династическое родство и историческая память о прошлом государственном единстве. Осознание церковью новой общественно-политической роли отражено в усвоении с 1160-х годах киевскими митрополитами титула «митрополит всея Руси» взамен «митрополит Руси». Митрополиты, обычно греки, которые поставлявлялись в Константинополе, выступали в качестве третейских судей и миротворцев в междукняжеских усобицах. Большое значение в формировании единого церковно-культурного пространства средневековой Руси сыграли монастыри, в первую очередь созданный во половине XI века Киево-Печерский монастырь.
Из русских, которые селились с конца XIV века в степи и переняли отдельные элементы культуры тюркских кочевников, формировались русская казачья традиция и самосознание. Донская ветвь казаков сохранилась в качестве составной части русских.
К первой половине XV века принадлежность к православной церкви окончательно утверждается как одна из определяющих черт общерусского национально-государственного самосознания. Общий духовный подъём православия в сочетании с тем обстоятельством, что к середине XV века Москва оставалась единственным государственно-политическим средоточием православия, сделал церковь неотъемлемым элементом построения великорусской государственности, в то же время придавая национальному сознанию народа и государственной власти вселенски православное измерение.
Важным фактором укрепления русского национально-государственного самосознания стала канонизация целого ряда русских святых, которая прошла по инициативе митрополита Макария на соборах 1547—1549 годов.
В результате реформ Петра I традиционная русская культура сохранялась в основном в податных сословиях; с течением времени среди дворянства и отчасти купечества стали преобладать европейские вкусы. Воспитанием детей часто, особенно к концу XVIII века, занимались гувернёры нанятые из Франции. В аристократической среде французский язык постесняет русский. Основными факторами этнического самосознания по-прежнему были приверженность русскому православию и русский язык, получивший развитие благодаря русской литературе XIX века. В имперский период у русских складываются представления об Отечестве и гражданине, однако при этом большинство русского населения оставались крепостными. Сословия, или состояния, были окончательно сформированы к концу XVIII века. Дворянство обладало полиэтничным составом, сословие мещан (городские обыватели) было составлено из бывших крестьян и не имело окончательно сформировавшегося самосознания. Крестьяне (сельские обыватели) рассматривали себя в качестве христиан вообще, включая в это понятие все православные народы, что были под властью «белого царя», и нередко (например, в «прелестных письмах» Емельяна Пугачёва) противопоставляя себя чиновникам.
«Изобретение наций» оказывало влияние на самоидентификацию правящих династий. В Европе члены династических семей нередко управляли разными, часто враждующими, государствами. Бенедикт Андерсон писал, что к середине XIX века «в силу быстро растущего во всей Европе престижа национальной идеи, в евро-средиземноморских монархиях наметилась отчетливая тенденция постепенно склоняться к манящей национальной идентификации. Романовы открыли, что они великороссы, Ганноверы — что они англичане, Гогенцоллерны — что они немцы, а их кузены с несколько большими затруднениями превращались в румын, греков и т. д.». Изменился также подход к предкам царствующих фамилий. В династических представлениях мифические персонажи были заменены более реальными властителями прошлого, которым, однако, стала присваиваться «правильная» национальность. Одним из наиболее ярких примеров является вопрос об этнической принадлежности первых русских князей; полемика по поводу этого вопроса была названа историком Василием Ключевским «симптомом общественной патологии».
Крупными представителями национальной истории в России являются такие авторы, как Николай Карамзин, Михаил Погодин, Сергей Соловьёв, Василий Ключевский. В начале 1790-х годов Николай Карамзин в поэме «Илья Муромец» писал: «Мы не греки и не римляне; мы не верим их преданиям… Нам другие сказки надобны; мы Другие сказки слышали от своих покойных матушек».
Ещё в XIX веке не существовало единой трактовки самого понятия «русскости», которое могло означать и культурную, и этническую, и протонациональную идентичность. Соответственно неопределёнными оставались и ментальные границы русской национальной территории. В понятие русской нации могли включаться: 1) все подданные Российской империи; 2) члены привилегированных сословий; 3) русские-православные (великорусы); 4) все восточные славяне. Особенно распространённой была последняя трактовка, равно как и проект конструировавшейся на её основе «большой русской нации», которая включала бы в себя великорусов, малорусов и белорусов. Однако по различным причинам (главными среди которых А. И. Миллер называет социально-экономическую отсталость в развитии России и её ассимиляторских институтов, таких как железнодорожные сети, промышленность, урбанизация, образование, армия, бюрократический аппарат) к 1920-м годам этот проект потерпел неудачу.
В литературе и публицистике второй половины XIX века получила широкую известность община. Сторонники общинности считали её альтернативой государственной власти и основой идентичности (Ю. Ф. Самарин, И. С. Аксаков, К. Д. Кавелин). Современная наука считает, что авторы XIX–XX веков переоценили важность общины в качестве особой формы организации русского крестьянства.
Русская культура как единое явление в значительной мере была принадлежностью высших слоев российского общества. Самосознание русских в качестве единой этнической общности вплоть до советского периода не было свойственно русским крестьянам, которые составляли до 90 % населения страны. Они воспринимали себя в качестве отдельных общностей. Так, например, в ходе проведения Всесоюзной переписи населения 1926 года выяснилось, что местная идентичность преобладает над общенародной. Один из организаторов переписи Василий Чернышёв отмечал, что «по всей Советской России прямой вопрос о национальности вызывает затруднения. …крестьяне зачастую не делают различий между белорусами, великороссами и украинцами, …он (Василий Чернышёв) и его коллеги встречали множество людей, именовавших себя „владимирцами“ и „костромичами“, а жители Сибирского региона часто именовали себя „сибиряками“, несмотря на то, что были этническими русскими». Однако, это было характерно и для представителей других национальностей. Советская политика по приданию русским статуса народа «первого среди равных» создала условия для трансформации «костромичей» и «владимирцев» в русских, что было сделано через возвращение русским их многовековой культуры.
В течение своей истории русские не ощущали себя народом, готовым и стремящимся насильственно ассимилировать другие народы. Для большинства этнических русских уже в XIX веке националистический лозунг «Россия для русских» не являлся актуальным, в результате чего стремление властей осуществить русификацию даже европейских частей империи не привело к успеху. Подобный национализм сверху фактически осуществлялся только властями империи. Русскому народу он был непонятен и не воспринимался русскими как действия, которые позволят создать этнократическое государство.
Одними из основных особенностей российского государства в течение его истории, включая и советский период, были положение «имперообразующего» этноса, — русские не обладали преимущественными правами перед другими народами государства, — а также национальная и религиозная терпимость, которая сложилась в том числе благодаря политике правительства. Длительная история совместного проживания в пределах одной страны большого количества народов, а также цивилизаторская функция русских стали основой развития формирования российского народа как гражданской нации.
С 1917 по 1991 года казаки потеряли сословные привилегии, и казачье самосознание с течением времени размывалось.
В 1988 году, когда в ряде союзных республик началось политическое оформление растущего этноцентризма, в сознании большинства этнических русских территориально-государственная идентичность продолжала доминировать над этнической: согласно данным социологических опросов Института этнологии и антропологии АН СССР 78 % респондентов считали себя советскими, 15 % идентифицировали себя как русские, в то время как выбранные для сравнения группы (узбеков, грузин и эстонцев) демонстрировали преобладание этнической идентичности. Эти же исследования показали существенно меньшее внимание этнических русских к своей национальной культуре и истории; аналогично — в отношении интереса к литературе на тему прошлого своей этнической группы, к идее общности исторических судеб в качестве фактора этнического сплочения, к национальной символике и по ряду других тем.

## Современность
В 1991—1993 годах в условиях «парада суверенитетов» наблюдался рост этнического самосознания и этнического традиционализма уже в Российской Федерации. Но и в этих условиях самоидентификация русских изменилась несущественно: более 80 % опрошенных показали этнический нигилизм и безразличие. В 1994—1996 годах этнические конфликты и этнический сепаратизм стимулировали рост русского этнического самосознания. Но и в этот период явно выраженную этническую идентичность проявляли не более четверти русских респондентов. Рост русского этнического самосознания в значительной мере являлся ответом на предшествовавшие соответствующие процессы у этнических меньшинств России. По этой причине к концу 1990-х годов, в период спада этнополитической активности для большинства российских этнических групп, у этнических русских вернулось преобладание государственно-территориального самосознания. Так, в 1999 году 79 % принявших участие в опросе русских самоидентифицировались как граждане России, тогда как, к примеру, среди якутов такая идентификация в 1994 и 1999 годах составляла была характерна менее чем для 20 % опрошенных.
Для этнического большинства России характерен не этнический, а государственнический державный традиционализм, связанный с ощущением гордости за принадлежность к государству, имеющему тысячелетнюю историю, главные события которой включают военные победы и расширение территорий. Эти тенденции отражает, в частности, устойчивый пантеон героев, в котором согласно опросам первой декады 2000-х годов преобладали «державные герои» — цари, вожди и полководцы: Пётр I, Александр Невский, Дмитрий Донской, Екатерина II, Иван Грозный, Иосиф Сталин, Георгий Жуков. В качестве главного ключевого события истории в оценках русских, имея большой отрыв, фигурировала Великая Отечественная война. Преобладание национально-государственной самоидентификации над этнической свойственна многим народам, составляющим этническое большинство в центральных частях империй. Идентификация актуализируется при соотнесении «мы» и «они». Для этнических групп, которые проживают в окружении этнического большинства, последнее всегда является «конституирующим иным», тогда как большинство «замечает» меньшинства только при возникновении этнических конфликтов, быстром росте численности меньшинств, появлении новых меньшинств и в ряде других случаев.
Во второй половине 2010-х годов интересы россиян переориентировались с традиционных внутренних проблем страны, включая этнические, на государственные темы. Отмечается, что этатистские ценности подавляют сложившиеся этнические стереотипы. Характерные для постсоветского периода фобии к кавказским и среднеазиатским народам несколько ослабли, но ухудшилось отношение к ряду этнических общностей, традиционно считавшихся для русских «своими» и «близкими». В 2014—2015 годах социологи Левада-Центра фиксировали наиболее низкий за последние пять лет (по состоянию на 2016 год) уровень неприязни жителей России по отношению к представителям других национальностей.
Согласно социологическим опросам 2016 года, закреплённое в Конституции России равноправие всех народов страны не стало общепризнанной нормой. С тезисом, что все граждане России, независимо от национальности, должны иметь равные права, были согласны 64 % опрошенных россиян. Каждый третий (31 %) считал, что русские должны обладать в России большими правами, чем другие народы. Идея привилегированности русских вдвое чаще разделяли сами русские, чем опрошенные из числа других народов (34 % против 15 % в среднем). В целом 37 % граждан России выступали за то, чтобы русские в России и «коренные» народы в национальных республиках и округах обладали большими правами, чем другие.
Согласно исследованию 2008 года наиболее значимыми национальными символами для русской этнической группы являются: Пётр I, берёза, медведь, Волга, церковь, Александр Пушкин, «национальный герой». Национальными героями выступают Александр Невский, Дмитрий Донской, Кузьма Минин и Дмитрий Пожарский, Александр Суворов и Михаил Кутузов и др.
Многие деятели русского национализма, включая Константина Крылова, отождествляют русский народ с русскими националистами, хотя, согласно социологическим опросам и избирательной практике, последние не пользуются авторитетом среди русских.